# Kalkini
Kalkini (en bengali : কালকিনি) est une upazila du Bangladesh dans le district de Madaripur. En 1991, on y dénombrait 250 916 habitants.